# Coombe (Kent)
Pour les articles homonymes, voir Coombe.
Coombe est un village du Kent, en Angleterre.